# Мозамбик на Олимпийских играх
Мозамбик принимал участие во всех летних Олимпийских играх, начиная с Олимпиады в Москве в 1980 году. Спортсмены Мозамбика никогда не участвовали в зимних Олимпийских играх. За всё время выступления на Олимпиадах на счету представителей Мозамбика две олимпийские медали. Обе завоёваны легкоатлеткой Марией Мутола в беге на 800 метров.

## Медалисты
| Медаль | Спортсмен    | Игры         | Вид спорта      | Дисциплина     |
| ------ | ------------ | ------------ | --------------- | -------------- |
| Бронза | Мария Мутола | 1996 Атланта | Лёгкая атлетика | 800 м, женщины |
| Золото | Мария Мутола | 2000 Сидней  | Лёгкая атлетика | 800 м, женщины |

## Медальный зачёт
| Игры         | Золото | Серебро | Бронза | Всего |
| ------------ | ------ | ------- | ------ | ----- |
| 1996 Атланта | 0      | 0       | 1      | 1     |
| 2000 Сидней  | 1      | 0       | 0      | 1     |
| Итого        | 1      | 0       | 1      | 2     |